# Кокомо (Индијана)
Кокомо (енгл. Kokomo) град је у америчкој савезној држави Индијана.

## Демографија
По попису из 2010. године број становника је 45.468, што је 645 (-1,4%) становника мање него 2000. године.
| Група             | 2000.          | 2010.          |
| Белци             | 38.655 (83,8%) | 37.207 (81,8%) |
| Афроамериканци    | 4.770 (10,3%)  | 4.852 (10,7%)  |
| Азијати           | 525 (1,1%)     | 451 (1,0%)     |
| Хиспаноамериканци | 1.204 (2,6%)   | 1.501 (3,3%)   |
| Укупно            | 46.113         | 45.468         |